# Ћоров водопад
Ћоров водопад налази се на Ћоровом потоку у атару села Петриље у општини Медвеђа, Србија. Дужина овог потока од његовог извора до ушћа у Туларску реку износи свега 500 м и чак ни најстарији мештани Петриља не памте да је пресушио. 
Водопад је висок 18 м и удаљен 300 метара од магистралног пута М9 (који повезује Лесковац и Приштину), 8 км од Медвеђе и 7 км од Сијаринске Бање. У близини водопада налази се мало језеро на коме се лове караш, бабушка, кркуша и крупан клен.
Овај водопад препознат је као туристички локалитет од стране запослених у Туристичкој организацији општине Медвеђа крајем 2016. године. Дуго су за његово постојање знали само мештани села Петриље. У пролеће 2017. године кренуло се са акцијом уређења локалитета. Добровољним радом и материјалним средствима запослених израђени су пешачки мостови и уређене стазе које воде до водопада при чему се водило рачуна да се не наруши природни амбијент који окружује водопад. На пар десетина метара од водопада изграђени су летњиковац и мини парк. Ове радове пратила је и изградња путне сигнализације од самог уласка на територију општине Медвеђа те нема потешкоћа да се пронађе.

### Галерија
- Летњиковац у близини водопада.
- Мостић поред водопада
- Водопад изблиза
- Ћоров поток.
- Етно одмориште
- Бунар недалеко од водопада
- Место за роштиљање недалеко од водопада